# Bimdo Gönchen
Bimdo Gönchen (tib. bis mdo'i dgon chen ) oder Bimdo Gönchen Trashi Chökhorling (tib. bis mdo'i dgon chen bkra shis chos 'khor gling) ist ein Kloster der Gelug-Schule des tibetischen Buddhismus im Gebiet von Amdo. Es liegt im gleichnamigen Ort im Autonomen Kreis Xunhua der Salar im Südosten des Regierungsbezirks Haidong der chinesischen Provinz Qinghai. Das Kloster wurde 1402 in der Zeit der Ming-Dynastie von Lama Kashiwa Sherab Gyeltshen, einem Schüler des Tsongkhapa, gegründet. Es liegt im Geburtsort des 10. Penchen Lama Chökyi Gyeltshen und besitzt eine Gedächtnishalle für diesen.
Das Kloster steht auf der Liste der Denkmäler der Provinz Qinghai.